# Cryptobranchus alleganiensis
Cryptobranchus alleganiensis là một loài lưỡng cư có đuôi lớn đặc hữu miền Đông Hoa Kỳ. Đây là một thành viên của họ Cryptobranchidae, là loài duy nhất trong chi Cryptobranchus, và ở cấp họ thì được xếp chung với chi Andrias. C. alleganiensis, một loài kỳ giông to lớn, có cách hô hấp khác thường (hô hấp qua da nhờ mao mạch trong nếp gấp da ngang thân), và đóng vai trò đặc biệt trong ổ sinh thái — cả kẻ săn mồi và con mồi — một vai trò mà loài này và tổ tiên nó đã đóng trong khoảng 65 triệu năm. Đây là một loài sắp bị đe dọa.

## Mô tả

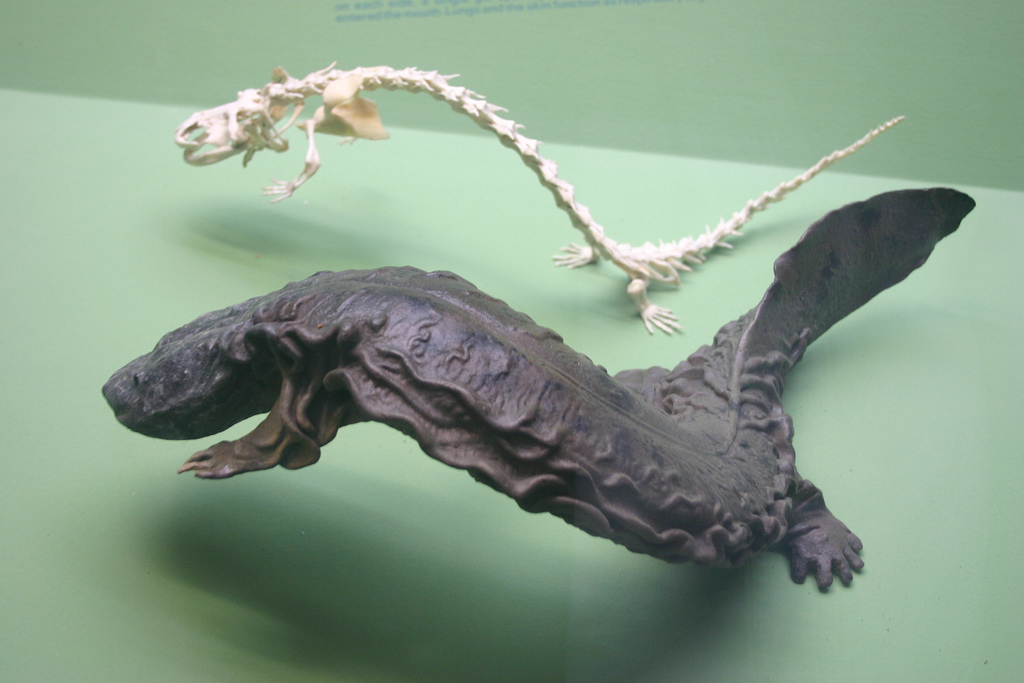
Khung xương và mô hình

C. alleganiensis có hầu và cơ thể dẹp, mắt nhỏ nằm trên mặt lưng, da nhầy. Như hầu hết kỳ giông, chúng có chân ngắn với bốn ngón trên chân trước, năm ngón trên chân sau. Đuôi nó quẩy nước giúp đẩy người đi. C. alleganiensis có phổi, khe mang thường đóng kín (con non có mang thực sự); chúng thở nhờ mao mạch trong các nếp gấp da dọc thân. Chúng có mặt lưng màu nâu hay nâu-đỏ, mặt bụng nhạt màu hơn.
Cả con đực và cái đạt chiều dài khi trưởng thành 24 đến 40 cm (9,4 đến 15,7 in) từ mõm tới huyệt, với tổng chiều dài 30 đến 74 cm (12 đến 29 in). Chúng là loài kỳ giông lớn thứ ba thế giới (sau kỳ giông khổng lồ Trung Quốc và kỳ giông khổng lồ Nhật Bản) và lớn nhất Bắc Mỹ. Con trưởng thành nặng 1,5 đến 2,5 kg (3,3 đến 5,5 lb), làm chúng trở thành loài lưỡng cư nặng thứ tư, sau hai loài kỳ giông trên và ếch Goliath, dù những con cóc mía to nhất có thể nặng ngang ngửa C. alleganiensis. Chúng đạt thành thục sinh sản ở tuổi thứ năm, và có thể sống đến 30 năm trong điều kiện nuôi nhốt.
C. alleganiensis mang những đặc điểm giúp nó dễ dàng được nhận ra, không kể đến kích thước, gồm cơ thể bè, dẹp theo mặt lưng bụng với những nếp gấp da hai bên thân, một cặp khe mang mở duy nhất, và chân sau năm ngón.

## Phân bố
C. alleganiensis có mặt ở một số bang miền đông Hoa Kỳ, từ nam New York tới bắc Georgia, băng qua Ohio, Pennsylvania, Maryland, West Virginia, Virginia, Kentucky, Illinois, Indiana, Tennessee, North Carolina, South Carolina, Alabama, Mississippi, Arkansas, Missouri, và thậm chí một phần nhỏ của Oklahoma và Kansas. Phân loài C. a. bishopi phân bố giới hạn ở dãy núi Ozark miền bắc Arkansas và nam Missouri, còn C. a. alleganiensis sống ở những nơi còn lại.
Một vài quần thể - cụ thể là ở Missouri, Pennsylvania, và Tennessee - trước đây đông đúc, nhưng nay giảm mạnh do ảnh hưởng từ con người.